# Bliestalbahn
| | |                                       |                                       |
| Streckennummer (DB): | 3285 (Bierbach–Reinheim) |                                       |                                       |
| Streckennummer (SNCF): | 170 000 |                                       |                                       |
| Kursbuchstrecke (DB): | 280c (Bierbach–Reinheim, 1957–1972) 686 (Bierbach–Reinheim, 1972–1991)                                                                     |                                       |                                       |
| Kursbuchstrecke: | 280d (1944) 280d (Zweibrücken Hbf – Reinheim (Saar) 1946) 280 (Zweibrücken Hbf – Bierbach 1946) 280c (Zweibrücken Hbf – Einöd (Saar) 1946) |                                       |                                       |
| Streckenlänge: | 36,8 km |                                       |                                       |
| Spurweite: | 1435 mm (Normalspur) |                                       |                                       |
| | |                                       |                                       |
| \| \| \| von Landau \| \| \| \| \| von Brenschelbach \| \| \| \| 96,343 \| Zweibrücken Hbf \| 226 m \| \| \| \| Schwarzbach \| \| \| \| \| Landesgrenze Rheinland-Pfalz/Saarland \| \| \| \| 99,800 \| Einöd (Saar) \| Einöd (Saar) \| \| \| 100,090 \| Einöd (Saar) (aufgelassen) \| Einöd (Saar) (aufgelassen) \| \| \| \| nach Homburg \| \| \| \| \| Bundesstraße 423 \| \| \| \| \| Bundesautobahn 8 \| \| \| \| \| Blies \| \| \| \| \| von Schwarzenacker \| \| \| \| 103,2 9,110 \| Bierbach (ehem. Bf) \| Bierbach (ehem. Bf) \| \| \| \| nach Rohrbach (Saar) \| \| \| \| 11,600 \| Würzbach \| Würzbach \| \| \| 12,790 \| Blieskastel Stadt \| Blieskastel Stadt \| \| \| 12,900 \| Bundesstraße 423 \| Bundesstraße 423 \| \| \| \| Dachskautbach \| \| \| \| 15,470 \| Blickweiler \| Blickweiler \| \| \| \| Wecklinger Bach \| \| \| \| \| Blies \| \| \| \| 17,430 \| Breitfurt \| Breitfurt \| \| \| \| Ludenbach \| \| \| \| 20,500 \| Bliesdalheim Dorf \| Bliesdalheim Dorf \| \| \| 21,470 \| Bliesdalheim \| Bliesdalheim \| \| \| 24,410 \| Gersheim \| Gersheim \| \| \| \| Gailbach \| \| \| \| 26,500 \| Reinheim (Saar) \| Reinheim (Saar) \| \| \| 27,315 25,084 \| Staatsgrenze Deutschland/Frankreich \| Staatsgrenze Deutschland/Frankreich \| \| \| 26,419 \| Bliesbruck (Bliesbrücken) \| Bliesbruck (Bliesbrücken) \| \| \| \| Allmendbach \| \| \| \| 29,800 \| Blies-Ébersing (Bliesebersingen) \| Blies-Ébersing (Bliesebersingen) \| \| \| \| Cobach \| \| \| \| 32,277 \| Folpersviller (Folpersweiler) \| Folpersviller (Folpersweiler) \| \| \| 34,600 \| Route nationale 62 \| Route nationale 62 \| \| \| 35,400 \| von Bitche \| von Bitche \| \| \| 36,2~7 \| verschiedene Werksanschlüsse \| verschiedene Werksanschlüsse \| \| \| 37,600 \| Saar \| Saar \| \| \| 38,200 \| von Mommenheim \| von Mommenheim \| \| \| \| von Berthelming \| \| \| \| 38,400 \| D 919 (ehem. Route nationale 61) \| D 919 (ehem. Route nationale 61) \| \| \| 36,799 \| Sarreguemines (Saargemünd) \| Sarreguemines (Saargemünd) \| \| \| \| nach Falck-Hargarten \| \| \| \| \| nach Saarbrücken \| \| \| \| \| \| \| \| Quellen: [1][2] \| \| \| \| | |                                       |                                       |
| Strecke | | von Landau                            | von Landau                            |
| Abzweig geradeaus und ehemals von links | | von Brenschelbach                     | von Brenschelbach                     |
| Bahnhof | 96,343 | Zweibrücken Hbf                       | 226 m                                 |
| Brücke über Wasserlauf | | Schwarzbach                           | Schwarzbach                           |
| Grenze | | Landesgrenze Rheinland-Pfalz/Saarland | Landesgrenze Rheinland-Pfalz/Saarland |
| Haltepunkt / Haltestelle | 99,800 | Einöd (Saar)                          | Einöd (Saar)                          |
| ehemaliger Bahnhof | 100,090 | Einöd (Saar) (aufgelassen)            | Einöd (Saar) (aufgelassen)            |
| Abzweig geradeaus und nach rechts | | nach Homburg                          | nach Homburg                          |
| Strecke mit Straßenbrücke | | Bundesstraße 423                      | Bundesstraße 423                      |
| Strecke mit Straßenbrücke | | Bundesautobahn 8                      | Bundesautobahn 8                      |
| Brücke über Wasserlauf | | Blies                                 | Blies                                 |
| Abzweig geradeaus und von rechts | | von Schwarzenacker                    | von Schwarzenacker                    |
| Haltepunkt / Haltestelle | 103,2 9,110 | Bierbach (ehem. Bf)                   | Bierbach (ehem. Bf)                   |
| Abzweig ehemals geradeaus und nach rechts | | nach Rohrbach (Saar)                  | nach Rohrbach (Saar)                  |
| Brücke über Wasserlauf (Strecke außer Betrieb) | 11,600 | Würzbach                              | Würzbach                              |
| Bahnhof (Strecke außer Betrieb) | 12,790 | Blieskastel Stadt                     | Blieskastel Stadt                     |
| Bahnübergang (Strecke außer Betrieb) | 12,900 | Bundesstraße 423                      | Bundesstraße 423                      |
| Brücke über Wasserlauf (Strecke außer Betrieb) | | Dachskautbach                         | Dachskautbach                         |
| Bahnhof (Strecke außer Betrieb) | 15,470 | Blickweiler                           | Blickweiler                           |
| Brücke über Wasserlauf (Strecke außer Betrieb) | | Wecklinger Bach                       | Wecklinger Bach                       |
| Brücke über Wasserlauf (Strecke außer Betrieb) | | Blies                                 | Blies                                 |
| Bahnhof (Strecke außer Betrieb) | 17,430 | Breitfurt                             | Breitfurt                             |
| Brücke über Wasserlauf (Strecke außer Betrieb) | | Ludenbach                             | Ludenbach                             |
| Haltepunkt / Haltestelle (Strecke außer Betrieb) | 20,500 | Bliesdalheim Dorf                     | Bliesdalheim Dorf                     |
| Bahnhof (Strecke außer Betrieb) | 21,470 | Bliesdalheim                          | Bliesdalheim                          |
| Bahnhof (Strecke außer Betrieb) | 24,410 | Gersheim                              | Gersheim                              |
| Brücke über Wasserlauf (Strecke außer Betrieb) | | Gailbach                              | Gailbach                              |
| Bahnhof (Strecke außer Betrieb) | 26,500 | Reinheim (Saar)                       | Reinheim (Saar)                       |
| Grenze (Strecke außer Betrieb) | 27,315 25,084 | Staatsgrenze Deutschland/Frankreich   | Staatsgrenze Deutschland/Frankreich   |
| Bahnhof (Strecke außer Betrieb) | 26,419 | Bliesbruck (Bliesbrücken)             | Bliesbruck (Bliesbrücken)             |
| Brücke über Wasserlauf (Strecke außer Betrieb) | | Allmendbach                           | Allmendbach                           |
| Bahnhof (Strecke außer Betrieb) | 29,800 | Blies-Ébersing (Bliesebersingen)      | Blies-Ébersing (Bliesebersingen)      |
| Brücke über Wasserlauf (Strecke außer Betrieb) | | Cobach                                | Cobach                                |
| Bahnhof (Strecke außer Betrieb) | 32,277 | Folpersviller (Folpersweiler)         | Folpersviller (Folpersweiler)         |
| Strecke mit Straßenbrücke (Strecke außer Betrieb) | 34,600 | Route nationale 62                    | Route nationale 62                    |
| Abzweig ehemals geradeaus und von links | 35,400 | von Bitche                            | von Bitche                            |
| Blockstelle | 36,2~7 | verschiedene Werksanschlüsse          | verschiedene Werksanschlüsse          |
| Brücke über Wasserlauf | 37,600 | Saar                                  | Saar                                  |
| Abzweig geradeaus und von links | 38,200 | von Mommenheim                        | von Mommenheim                        |
| Abzweig geradeaus und ehemals von links | | von Berthelming                       | von Berthelming                       |
| Strecke mit Straßenbrücke | 38,400 | D 919 (ehem. Route nationale 61)      | D 919 (ehem. Route nationale 61)      |
| Bahnhof | 36,799 | Sarreguemines (Saargemünd)            | Sarreguemines (Saargemünd)            |
| Abzweig geradeaus und nach links | | nach Falck-Hargarten                  | nach Falck-Hargarten                  |
| Strecke | | nach Saarbrücken                      | nach Saarbrücken                      |
| | |                                       |                                       |
| Quellen: | |                                       |                                       |

Die Bliestalbahn ist eine ehemalige Bahnstrecke zwischen Bierbach und Saargemünd, deren nördlicher Abschnitt im Saarland und deren südlicher Teil im französischen Lothringen liegt. Größtenteils folgt sie der namensgebenden Blies.
Die 1879 eröffnete Verbindung wurde ab Zweibrücken gebaut. Sowohl während des Ersten als auch während des Zweiten Weltkrieges erlangte sie Bedeutung als Strategische Bahn. Nach der Abtrennung des Saargebiets als Folge des Ersten Weltkriegs beziehungsweise des Saarlandes nach dem Zweiten Weltkrieg, dem die meisten Orte entlang der Strecke bis Reinheim zugeschlagen wurden, kam es zu einer dauerhaften Verlagerung der Verkehrsströme nach Homburg. Aus diesem Grund wird der Begriff Bliestalbahn oft fälschlicherweise auf den ebenfalls entlang der Blies verlaufenden Schienenweg Homburg –Bierbach ausgeweitet, der jedoch Teil der Strecken Homburg – Zweibrücken beziehungsweise Schwarzenacker – St. Ingbert ist.
Da der Abschnitt Bliesbruck – Saargemünd  an Frankreich ging, verlor der Durchgangsverkehr an Bedeutung. Der Personenverkehr südlich von Reinheim endete in den 1950er Jahren. 1991 folgte der saarländische Streckenteil Bierbach–Reinheim. Der ursprünglich als Teil der Bliestalbahn errichtete Abschnitt Zweibrücken – Bierbach wird nunmehr zur Bahnstrecke Landau–Rohrbach gezählt. Die Bliestalbahn im engeren Sinne wurde 1997 stillgelegt und ihre Trasse zu einem Bahnradweg umgebaut, der Teil des Glan-Blies-Weges ist.

## Geschichte

### Vorgeschichte
Bereits in den 1830er Jahren plante die französische Regierung, eine Eisenbahnlinie von Metz über Saargemünd und weiter durch die Pfalz entlang der Blies bis nach Homburg mit anschließender Fortsetzung an den Rhein zu errichten. Nachdem die Stadt Saarbrücken davon erfahren hatte, drängte sie das entsprechende Komitee dazu, die Bestrebungen nicht weiter zu verfolgen, da dies eine verkehrstechnische Isolation der Saargegend mit ihrem Kohlerevier zur Folge gehabt hätte. Dennoch stand Bayern einer Verknüpfung der 1849 auf voller Länge eröffneten Pfälzischen Ludwigsbahn Ludwigshafen–Bexbach mit Metz aufgeschlossen gegenüber. Dabei war eine Linienführung durch das Bliestal die bevorzugte Wahl, da hierbei im Gegensatz zu einer Verbindung über Saarbrücken preußisches Gebiet umgangen werden konnte. Nachdem die Ludwigsbahn in den Folgejahren bis nach Saarbrücken fortgesetzt worden war und zur selben Zeit eine Verbindung von Saarbrücken nach Metz entstanden war, rückte die Realisierung einer Strecke entlang der Blies zunächst in weite Ferne.
Eine Erleichterung der Verkehrsverhältnisse der Region trat ein, als 1857 die Bahnstrecke Homburg–Zweibrücken und in den Jahren 1866 und 1867 die Würzbachbahn Schwarzenacker – St. Ingbert eröffnet wurden. Vor allem mit Letzterer hatten viele im Bliestal lebende Berg- und Industriearbeiter einen kürzeren Anfahrtsweg zu ihren Arbeitsplätzen in Zweibrücken, Homburg, St. Ingbert oder im Sulzbachtal. Nächstgelegener Bahnhof war Lautzkirchen, der unweit der Stadt Blieskastel lag.

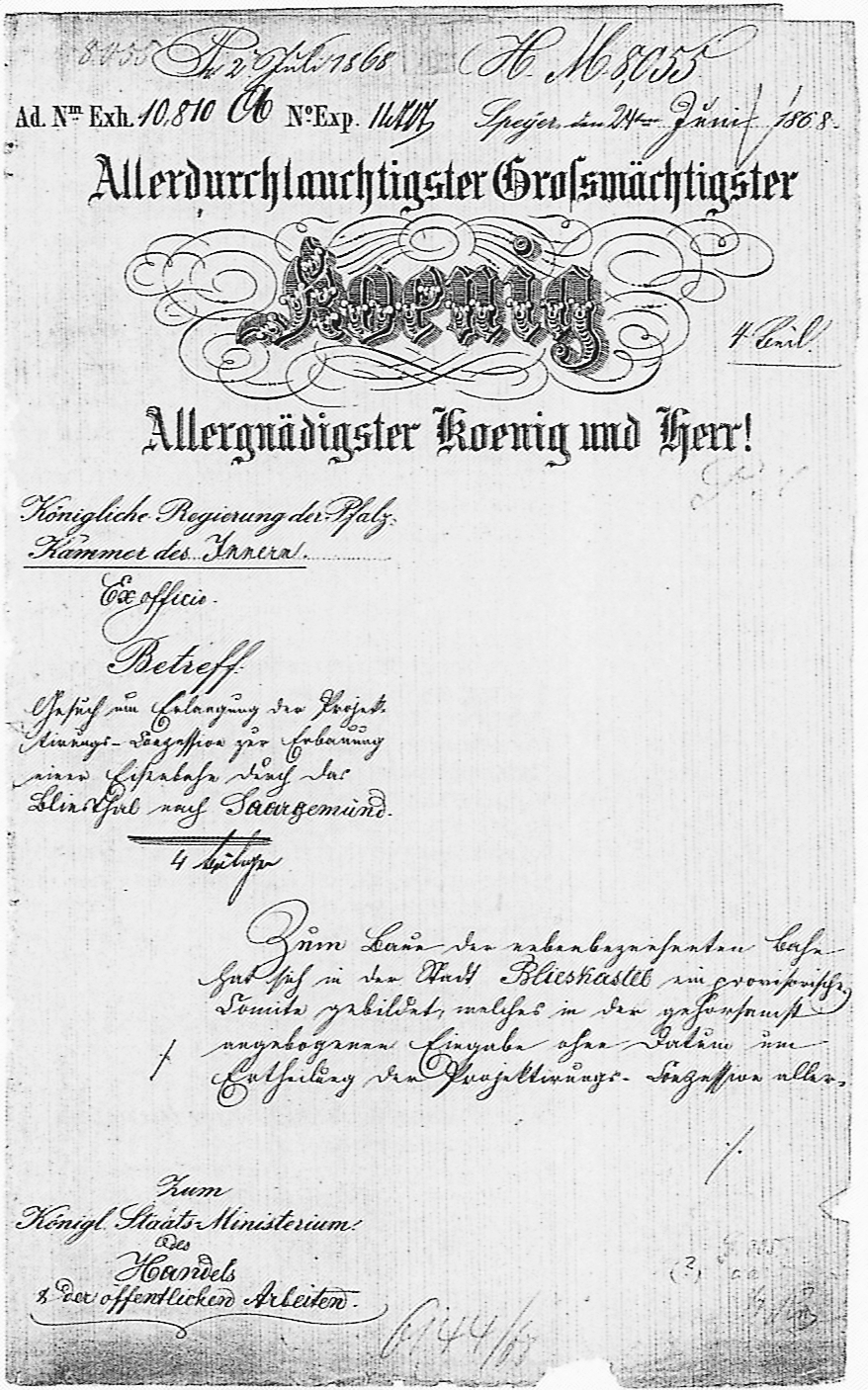
Gesuch zur Erlangung zum Bau einer Strecke durchs Bliestal am 24. Juni 1868

In den 1860er Jahren hatte die französische Bahngesellschaft Chemins de fer de l’Est begonnen, eine Bahnstrecke von Folpersviller nach Saargemünd  zu projektieren. Am 24. Juni 1868 bewarb sich die pfälzische Regierung um eine Konzession zur Projektierung einer Strecke entlang des mittleren Bliestals bis nach Saargemünd. Mit demselben Ziel bildete sich in Blieskastel ein vorläufiges Komitee. Im Oktober erteilte das bayerische Handelsministerium die Konzession zur Projektierung einer Bliestalstrecke.
In der Folgezeit begannen die Vorarbeiten für den Bau der geplanten Strecke. Am 29. April 1869 folgte die Konzession für den pfälzischen Teil der Bahn. Der Deutsch-Französische Krieg von 1870 und 1871 ließ die Unternehmung ins Stocken geraten. Nach Kriegsende genossen andere projektierte Strecken innerhalb der Pfalz, wie der Rheinkreis zwischenzeitlich hieß, Priorität.

### Planung
Bereits am 1. Januar 1870 hatten sich die Pfälzische Ludwigsbahn-Gesellschaft, die Pfälzische Maximiliansbahn-Gesellschaft, die Gesellschaft der Pfälzischen Nordbahnen und die Neustadt-Dürkheimer Eisenbahn-Gesellschaft zu den Pfälzischen Eisenbahnen zusammengeschlossen. Mit Ausnahme der Neustadt-Dürkheimer Eisenbahn-Gesellschaft behielten sie jedoch ihre Selbständigkeit. Zu den Bahnprojekten, zu deren Realisierung die Ludwigsbahn-Gesellschaft verpflichtet wurde, gehörte neben einer Bahnstrecke von Landau nach Zweibrücken auch eine Strecke, die von der Würzbachbahn abzweigen, das Bliestal durchqueren und bis nach Saargemünd  verlaufen sollte.
Als Folge des Krieges fiel der Norden Lothringens, in dem sich der südliche Teil der geplanten Strecke von Reinheim bis zum Endpunkt Saargemünd befand, zusammen mit dem benachbarten Elsass als Reichsland Elsaß-Lothringen an das neu gegründete Deutsche Kaiserreich. Dabei war vorgesehen, dass die Ludwigsbahn-Gesellschaft auch den im besagten Reichsland liegenden Streckenabschnitt errichten sollte. Der nördliche Ausgangspunkt sollte anfangs bei Lautzkirchen liegen. Zunächst war geplant, unmittelbar östlich vom bisherigen Bahnhof Lautzkirchen einen neuen Abzweigbahnhof zu errichten. Dies scheiterte jedoch aus mehreren Gründen. Die Stadt Blieskastel protestierte aufgrund der relativ weiten Entfernung dagegen. Darüber hinaus bestand Uneinigkeit mit einem betroffenen Grundstückseigentümer bezüglich des Preises für die Abtretung des erforderlichen Terrains. Aus diesem Grund sollte der rund zweieinhalb Kilometer östlich liegende Bahnhof Bierbach als Abzweigestation dienen und Blieskastel einen ortsnahen Bahnhof entlang der neuen Strecke erhalten. Bestrebungen, eine Verbindungskurve zwischen den Bahnhöfen Blieskastel und Lautzkirchen einzurichten, setzten sich jedoch nicht durch. Dies galt auch für den Wunsch der Gemeinde Habkirchen, die Strecke innerhalb des Reichsgebiets konsequent am rechten Ufer der Blies verlaufen zu lassen.
Auf Betreiben des zuständigen Ingenieurs wurde eine Durchbindung der Strecke bis nach Zweibrücken ins Spiel gebracht. Bis Einöd sollte sie parallel zur Bahnstrecke Homburg–Zweibrücken verlaufen und anschließend eine Verbindungskurve zwischen Einöd und Bierbach geschaffen werden. Ausschlaggebend war, dass die Strecke konzeptionell als Fortsetzung der ebenfalls zu dieser Zeit entstehenden Strecke Landau –Zweibrücken dienen sollte. Zudem gehörten die Orte im Bliestal größtenteils zum Bezirksamt Zweibrücken. Darüber hinaus sollte das benachbarte Homburg nicht zu viel Einfluss als Eisenbahnknotenpunkt erhalten. Am 22. Februar 1875 wurde der Pfälzischen Ludwigsbahn-Gesellschaft von bayerischer Seite die Konzession für den Bau der Strecke bis Saargemünd erteilt. Am 25. September 1875 folgte die Genehmigung der Reichsregierung, deren Mitspracherecht sich daraus ergab, dass die Strecke teilweise im Reichsland verlief. Sie gab im Februar 1877 endgültig grünes Licht.

### Bau und Eröffnung
Der Bau der Strecke, für die bis 1879 eine Grundfläche von insgesamt 4740 Ar erworben werden musste, geschah durch zwei Sektionen in Zweibrücken und Saargemünd. Für die Höhe des Bahndamms diente der Hochwasserstand der Blies im Jahr 1844 als Maßstab. Die Arbeiten für den bayerischen Streckenabschnitt begannen im Herbst, innerhalb Elsass-Lothringens im Dezember 1875. Obwohl zunächst eingleisig ausgeführt, wurde die gesamte Bahntrasse für einen späteren zweigleisigen Ausbau vorbereitet.
Die Baustoffe für die Streckenbauten wurden aus der sich anschließenden Region bezogen, die Hausteine hingegen aus der Umgebung von Landstuhl und Metz. Auf bayerischem Terrain verlief der Bau weitgehend unproblematisch, da das Gefälle dort bei maximal 1:250 lag. Auf dem Streckenabschnitt Zweibrücken – Bierbach war die Verbreiterung einiger Dämme, Durchlässe und Einschnitte erforderlich. Die Verbindungskurve von Einöd nach Bierbach, oft „Ingweiler Kurve“ genannt, machte einen tieferen Einschnitt notwendig. Die Bliesbrücke der Würzbachbahn musste verlängert werden, da die neue Strecke von dort ab parallel zu dieser verlaufen sollte. Zwischen Blickweiler und Breitfurt musste ein Tal mit einer Brücke überquert werden, die drei Öffnungen mit je 16 Metern Weite besaß. Außerdem musste die Bahn mit zwei Flutbrücken ausgestattet werden. Auf dem Abschnitt Bierbach – Reinheim beschränkten sich die Kunstbauten im Wesentlichen auf kleinere Brücken und Durchlässe.

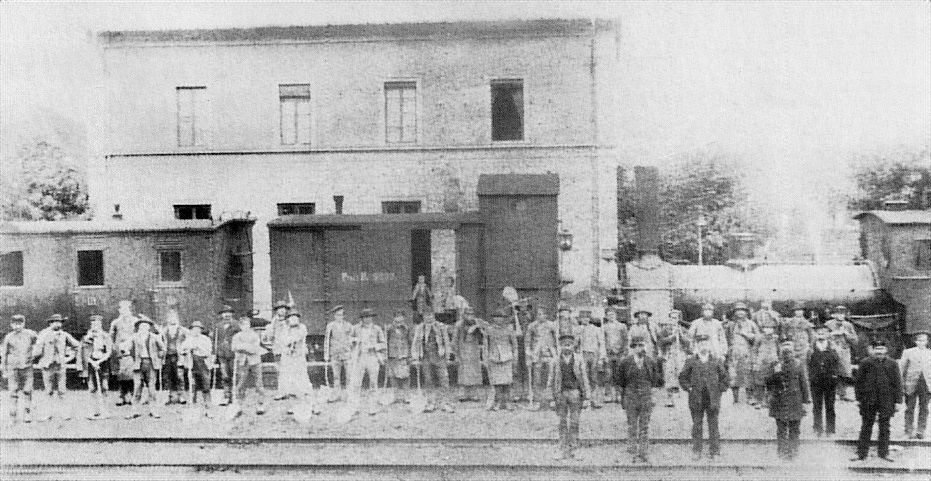
Bahnhof Bliesbrücken im März 1879

Aufwändiger gestaltete sich die Bahnlinie innerhalb Lothringens. So wies der Streckenabschnitt Reinheim –Folpersweiler (ehemals Folperswiller) beispielsweise ein Gefälle von 1:66 auf. Aus diesem Grund waren Ausschachtungen im Umfang von 470.000 Kubikmetern erforderlich. Im Kobachtal bei Bliesebersingen mussten ein Kamm von insgesamt 28 Metern sowie zwischen 8 und 14 Meter tiefe Einschnitte überwunden werden. Da der Wellenkalk vor Ort instabil war, musste der Damm mit Sand und Schlacke befestigt werden. Bereits am 15. Oktober 1877 war der Streckenabschnitt Zweibrücken – Bierbach fertiggestellt, um Züge auf der Relation Zweibrücken – St. Ingbert zu ermöglichen. Weil die Winter in den Jahren 1878 und 1879 sehr schneereich waren, rutschte der Bahndamm bei Bliesebersingen ab, sodass sich die ursprünglich für den 29. Dezember geplante Eröffnung mehrmals verzögerte. Am 1. März 1879 wurde der Güterverkehr eröffnet; der reguläre Personenverkehr auf der insgesamt 36,8 Kilometer langen Strecke wurde einen Monat später, am 1. April, aufgenommen.

### Weitere Entwicklung (1879–1920)
Um den militärischen Anforderungen zu entsprechen, wurde die Bliestalbahn ab 1888 zweigleisig ausgebaut. Diese Maßnahme war zwei Jahre später abgeschlossen. Dabei und aufgrund einer neuen Betriebsordnung für bayerische Hauptbahnen erhielten die Bahnhöfe neue Signale für die Aus- und Durchfahrt. 1901 erhielt die zwischen Bliesbrücken und Folpersweiler liegende Gemeinde Bliesebersingen einen Bahnhof. Am 1. Januar 1909 ging der Abschnitt Zweibrücken – Reinheim zusammen mit den übrigen Bahnstrecken innerhalb der Pfalz in das Eigentum der Bayerischen Staatseisenbahnen über.

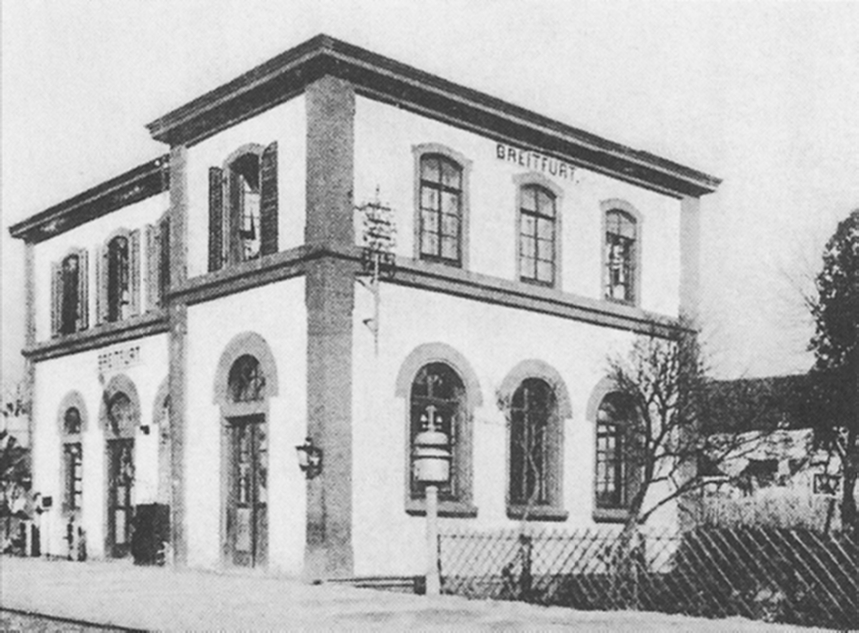
Bahnhof Breitfurt im Jahr 1910

Nach dem Ausbruch des Ersten Weltkriegs 1914 fuhren über die Strecke vom 9. bis 16. August pro Tag 20 Militärzüge von Germersheim aus nach Landau und von dort über Zweibrücken ins Bliestal. Dadurch kam der planmäßige Verkehr zunächst zum Erliegen. Im weiteren Kriegsverlauf erlangte der Abschnitt Bierbach – Saargemünd zusammen mit der 1866 entstandenen Verbindung Schwarzenacker – Bierbach, der 1857 eröffneten Bahnstrecke Homburg–Zweibrücken, und der 1904 vollendeten Glantalbahn Homburg – Bad Münster strategische Bedeutung, da bei Aufmärschen gegen Frankreich eine Überlastung der Nahetalbahn vermieden wurde und eine Umfahrung von Saarbrücken möglich war. Nachdem Deutschland den Krieg verloren hatte und das französische Militär einmarschiert war, wurde die Bliestalbahn am 1. Dezember 1918 für den Personenverkehr gesperrt, drei Tage später jedoch wieder freigegeben.
Nach Kriegsende fiel der Norden Lothringens an Frankreich zurück und oblag fortan der neu gegründeten Réseau ferroviaire d’Alsace-Lorraine (AL). Der restliche, bislang bayerische Teil der Bliestalbahn wurde mit Wirkung des 10. März 1920 mit Ausnahme von Zweibrücken dem neu geschaffenen Saargebiet zugeschlagen. Für diesen Streckenabschnitt war fortan die Saareisenbahn zuständig, die teilweise aus der vormaligen preußischen Eisenbahndirektion Saarbrücken hervorgegangen war. Im selben Jahr wurde der Bahndamm von einem Hochwasser erfasst.

### Zwischenkriegszeit und Zweiter Weltkrieg (1920–1945)
Am 15. Mai 1934 wurde der neue Haltepunkt Bliesdalheim-Dorf in Betrieb genommen. Ein Jahr später erfolgte die Rückgliederung des Saargebietes in das Deutsche Reich. Fortan war die Deutsche Reichsbahn für den Abschnitt Bierbach – Reinheim zuständig, der der Reichsbahndirektion Saarbrücken unterstand. Zu diesem Zeitpunkt hatte die Bahnstrecke bereits an Bedeutung verloren. Mit Auflösung der AL zum 1. Januar 1938 ging der französische Streckenabschnitt ins Eigentum der Société nationale des chemins de fer français (SNCF) über.
Da sich die Bliestalbahn innerhalb der im Vorfeld des Zweiten Weltkriegs festgelegten Roten Zone befand, fuhren nach Kriegsausbruch und dem damit einhergehenden Räumungsbefehl von den Bahnhöfen Bliesdalheim, Gersheim und Reinheim Züge zur Evakuierung der Bewohner. Zu Beginn der französischen Saar-Offensive wurde am 10. September 1939 die Bahnbrücke zwischen Breitfurt und Blickweiler gesprengt, damit die Bahnstrecke nicht dem Vormarsch der französischen Armee dienen konnte. Bereits am 14. Juni des Folgejahres und somit zehn Tage vor der Kapitulation Frankreichs wurde das Bauwerk als Provisorium wieder errichtet. Ebenso wurde die übrige Bliestalbahn wieder betriebsfähig hergerichtet. Im weiteren Kriegsverlauf erlangte die Strecke erneut wie bereits von 1914 bis 1918 eine große strategische Bedeutung, vor allem aufgrund der zahlreichen Angriffe auf die Bahnstrecke Mannheim–Saarbrücken. Im Herbst dienten Transporte der Versorgung der deutschen Soldaten. In beiden Richtungen  fuhren im Bliestal Züge im Zehnminutentakt. An manchen Tagen verkehrten innerhalb von zwei Stunden 30 Züge.
Während des Zweiten Weltkrieges wurde der seit 1933 bestehende Betrieb mit Dieselfahrzeugen eingestellt, es verkehrten wieder ausschließlich Dampflokomotiven. Der Dieseltreibstoff wurde für das Militär benötigt, an Kohle war der Mangel geringer. Im März 1945 wurde die Bliesbrücke erneut zerstört, um die Alliierten aufzuhalten; ebenso zerstörte ein Schwellenpflug mehrere Gleise entlang der Strecke. Bereits einen Monat später bauten die Amerikaner die zum Teil zerstörten Anlagen der Bahnlinie wieder auf, jedoch existierte fortan lediglich ein Streckengleis.

### Niedergang (1945–1991)
In den ersten Jahren nach dem Zweiten Weltkrieg befuhren amerikanische und französische Militärzüge die nun dauerhaft eingleisige Strecke. 1947 wurde sie erneut von einem Hochwasser heimgesucht. Das Saarland, dem abermals der Streckenabschnitt Bierbach – Reinheim zugeschlagen worden war, wurde nach dem Zweiten Weltkrieg erneut abgetrennt. Fortan waren für es die Saarländischen Eisenbahnen (SEB) – ab 1951 Eisenbahnen des Saarlandes (EdS) genannt – zuständig. Am 4. Oktober 1952 wurde der grenzüberschreitende Personenverkehr zwischen Reinheim und Bliesbruck eingestellt. Danach wurde auf deutscher Seite bis Reinheim gefahren, auf französischer Seite bis Bliesbruck. Bereits 1954 beschloss die SNCF, die Personenbeförderung auf ihrem Streckenabschnitt ab dem neuen Kalenderjahr stillzulegen, um ihr Betriebsdefizit zu mindern. Diese Maßnahme setzte sie am 11. Mai 1959 schließlich um.
Mit der Rückgliederung des Saarlandes an Deutschland gingen die EdS zum 1. Januar 1957 in die seit 1949 bestehende Deutsche Bundesbahn (DB) über, die fortan für den saarländischen Teil der Strecke zuständig war. Ende der 1960er Jahre schlossen die Fahrkartenschalter an den Bahnhöfen der Strecke. 1974 wurde der Güterverkehr auf dem Abschnitt Reinheim –Saargemünd  eingestellt. Drei Jahre später kam es zur Aufgabe des Gepäck-, Express- und Stückgutverkehrs auf dem deutschen Streckenabschnitt. Ab 1976 wollte die DB den deutschen Streckenabschnitt ebenfalls stilllegen, wogegen sich in der Region Widerstand formierte. Der damalige parlamentarische Staatssekretär Ernst Haar betonte, dass die Bliestalbahn erhalten bleibe.
1983 wurde am Südende des Bahnhofs Reinheim ein Behelfsprellbock errichtet; ein solcher existierte zuvor bereits in Folpersviller. Der Personenverkehr auf deutscher Seite endete am 31. Mai 1991. Auf dem Abschnitt Bierbach – Reinheim endete der Güterverkehr am 28. September 1991.

### Stilllegung und Abbau

Fahrkarte für den Sonderzug von Blieskastel Stadt nach Lauterecken-Grumbach

Dennoch gab es Bestrebungen, den deutschen Streckenabschnitt zu reaktivieren. Dafür bildete sich ein Förderverein Bliestalbahn. Die Bundesbahndirektion Saarbrücken hielt alle Bahnhöfe mit Ausnahme von Gersheim für entbehrlich, während alle anderen Betriebsstellen als Haltepunkte genügt hätten. 1993 wurde die Strecke abermals von einem Hochwasser heimgesucht.
In den Jahren 1992 und 1993 waren zeitweise schadhaft gewordene Güterwaggons auf der Strecke abgestellt. Nach Einstellung der Personenbeförderung fuhren noch einige Sonderzüge auf der Strecke, so beispielsweise am 20. August 1995 anlässlich des Erlebnistags Lautertal ab Blieskastel Stadt bis Lauterecken-Grumbach an der Lautertalbahn. Die Stilllegung erfolgte zum 1. April 1997. Im Zeitraum von Februar bis Mai 1997 baute die Deutsche Bahn AG die Gleise zwischen Bierbach und Reinheim ab. 2004 folgte der Rückbau der Gleise im französischen Streckenabschnitt. Am 20. Mai 2006 wurde auf der dortigen Trasse auch ein Bahnradweg eröffnet.

## Strecke und Relikte
Nach Verlassen des Zweibrücker Hauptbahnhofs überquert die Bahnstrecke Landau–Rohrbach, die in diesem Bereich Teil der Bliestalbahn war, den Schwarzbach. Bis Einöd verlief sie parallel zur bestehenden Bahnstrecke Homburg–Zweibrücken, die bis zum zweigleisigen Ausbau aus zwei voneinander unabhängigen eingleisigen Strecken bestand. Hinter Einöd bog die Strecke in einer Verbindungskurve westlich ins Tal der Blies nach Bierbach ab.

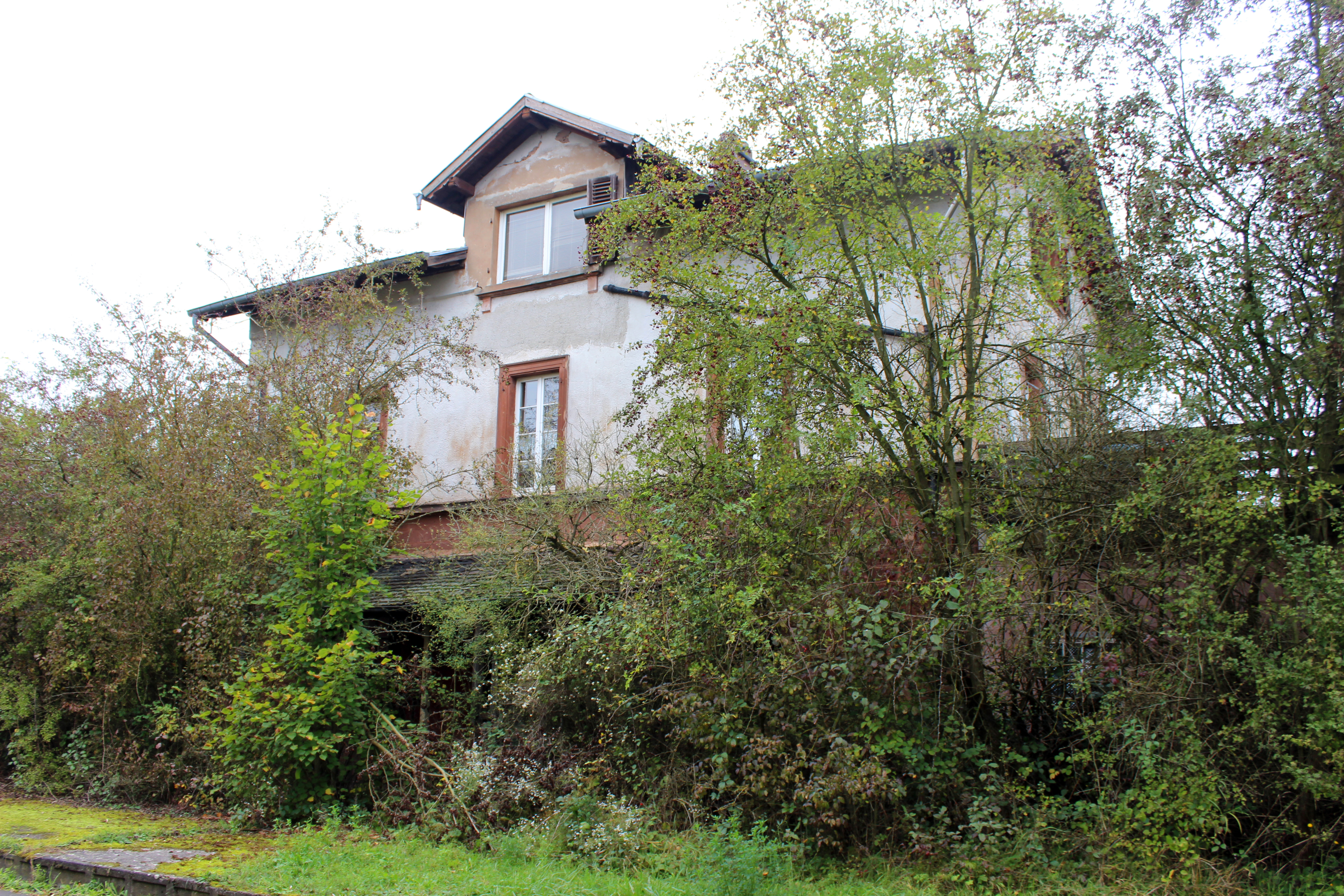
Bahnhof Reinheim (Saar)

Kurz vor dem Bahnhof Blieskastel-Lautzkirchen bog die Bliestalbahn südwestlich nach Blieskastel ab und folgte dem Lauf der Blies in südsüdöstlicher Richtung. Zwischen Blieskastel Stadt und Blickweiler kreuzte sie die Bundesstraße 423. Südlich von Gersheim überquert die Trasse den Gailbach. Zwischen Reinheim und Bliesbruck wurde die deutsch-französische Grenze passiert; unweit davon liegt der Europäische Kulturpark Bliesbruck-Reinheim. Hinter Blies-Ébersing verließ die Strecke den namensgebenden Fluss und passierte den südlichen Ortsrand von Folperswiller. Anschließend unterquerte sie im Bahnhof von Folperswiller die Bahnstrecke Haguenau–Falck-Hargarten und erreichte anschließend neben dieser und nach rund fünf Kilometern zusammen mit ihr Saargemünd.
Die Bahntrasse von Bierbach bis Reinheim wurde in den Bliestal-Freizeitweg umgewandelt, der am 1. Mai 2000 seiner Bestimmung übergeben wurde und einen Teil des Glan-Blies-Wegs sowie des saarländischen Radwegenetzes bildet. Am 20. Mai 2006 wurde er über Bliesbruck bis nach Saargemünd  verlängert, verläuft auf den letzten Kilometern jedoch nicht mehr auf der Bahntrasse, da diese dort mit der noch in Betrieb befindlichen nach Haguenau beziehungsweise Bitche identisch ist. Von den ursprünglichen Bahnhofsgebäuden wurden manche im Laufe der Zeit abgerissen. Durch die Stilllegung der Strecke sind alle noch erhaltenen umgenutzt und nicht mehr öffentlich zugänglich.

## Kilometrierung

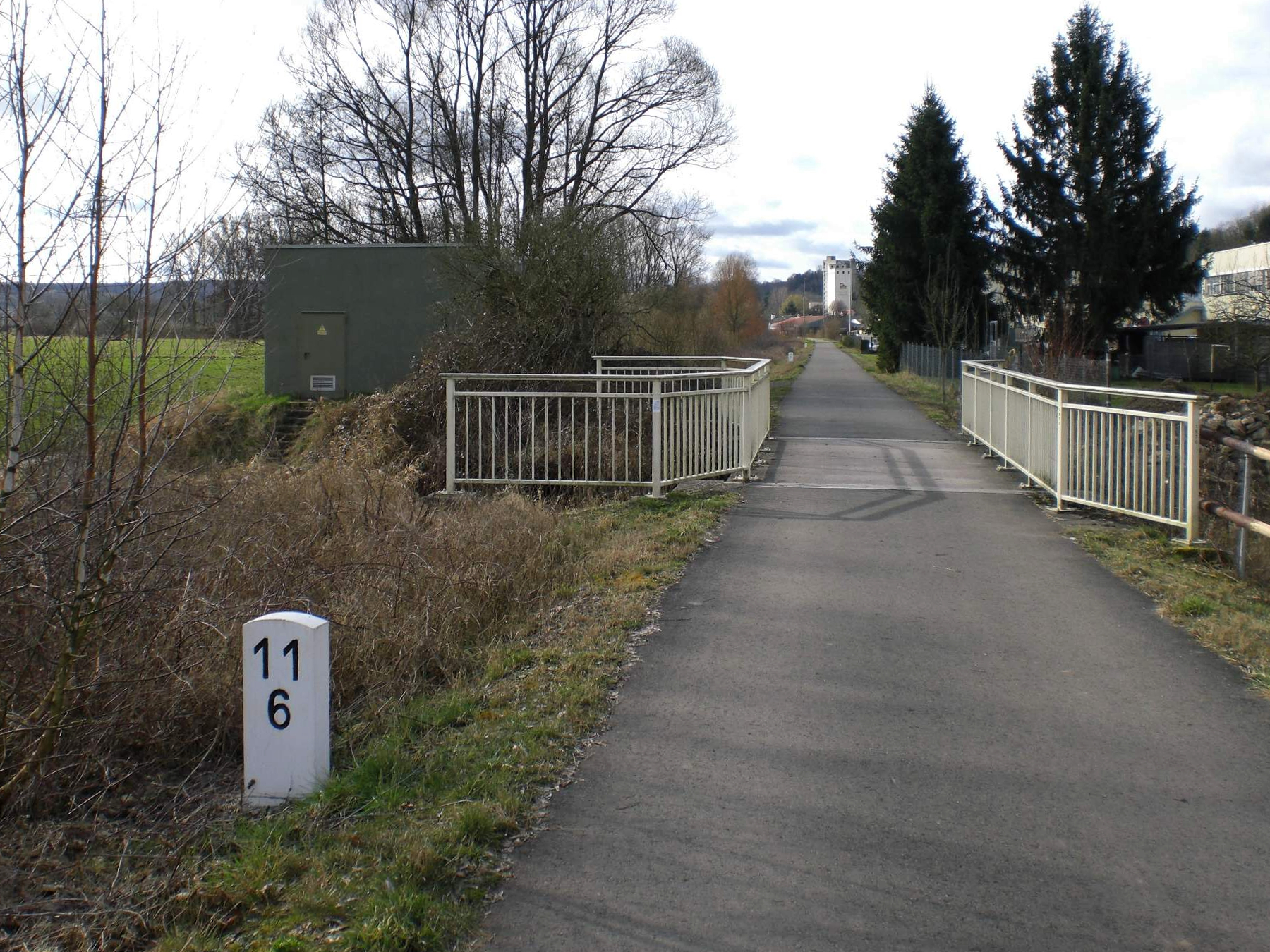
Trasse der Bliestalbahn kurz vor Blieskastel mit Brücke über den Würzbach und Kilometerstein

Ursprünglich erfolgte die Kilometrierung von Zweibrücken aus. Nach dem Zweiten Weltkrieg wurde ab Homburger Hauptbahnhof gezählt, bei 0,000 beginnend, über Schwarzenacker und Bierbach an der saarländischen Landesgrenze in Reinheim bei 27,315 endend.
| Bahnhof             | 1900   | 1960   |
| ------------------- | ------ | ------ |
| Bierbach            | 6,864  | 9,110  |
| Blieskastel (Stadt) | 10,521 | 12,790 |
| Blickweiler         | 13,249 | 15,470 |
| Breitfurt           | 15,204 | 17,430 |
| Bliesdalheim        | 19,236 | 21,470 |
| Gersheim            | 22,176 | 24,410 |
| Reinheim            | 24,270 | 26,500 |

## Verkehr

### Personenverkehr

#### Bis zum Zweiten Weltkrieg
In den ersten vier Wochen fand lediglich ein eingeschränkter Personenverkehr statt, der sich auf den Abschnitt Blieskastel – Reinheim beschränkte. Dabei wurde ein Personenwagen dritter Klasse einem Güterzug beigegeben. Die Züge verkehrten von beziehungsweise bis Zweibrücken. Der Fahrplan von 1897 wies Kurswagenverbindungen nach Metz und nach Bruchsal aus. Nach 1900 spielte die Bliestalbahn für den Fernverkehr keine Rolle mehr. Anfang des 20. Jahrhunderts wies die Bliestalbahn insgesamt zehn Zugpaare auf, die schwach ausgelastet waren; pro Zugfahrt und Bahnhof wurden durchschnittlich lediglich sechs Fahrkarten verkauft. Außerdem hatte die Eröffnung der Glantalbahn Homburg – Münster im Jahr 1904 zur Folge, dass die meisten Zuge ab Bierbach über die seit 1866 bestehende Verbindung nach Schwarzenacker und ab dort weiter nach Homburg anstelle von Zweibrücken fuhren. Zehn Jahre später verkehrten die meisten Züge wieder nach Zweibrücken. Eine Fahrt zwischen Zweibrücken und Saargemünd dauerte damals annähernd 75 Minuten.
1918 endete vorübergehend der Verkehr auf dem lothringischen Streckenteil, der sich fortan innerhalb von Frankreich befand. Im Zuge der Abtrennung des Saargebiets ab 1920 fand zudem eine Umorientierung der Verkehrsströme nach Homburg statt, das ebenfalls dem in diesem Konflikt neu geschaffenen Gebiet zugeschlagen worden war. Folglich fuhren die Züge ab Bierbach weiter bis Homburg. Nachdem das Saargebiet 1935 an das Deutsche Reich zurückgegliedert worden war, gab es vereinzelt wieder Verbindungen nach Zweibrücken, wenngleich die meisten Züge weiterhin Homburg ansteuerten. 1937 fuhren zwischen Homburg und Reinheim insgesamt elf Zugpaare. 1944 liefen die ab Zweibrücken beginnenden und endenden Verbindungen lediglich bis Bliesbrücken.

#### Nach dem Zweiten Weltkrieg

Winterfahrplan der Bliestalbahn der Periode 1979/1980

Ab 1952 wurde kein grenzüberschreitender Personenverkehr mehr durchgeführt. Der Fahrplan für die Jahre 1953 und 1954 wies lediglich zwei Zugpaare zwischen Saargemünd  und Bliesbruck auf. Der saarländische Streckenabschnitt wurde zu dieser Zeit von 13 Zugpaaren befahren. Es gab eine Eckverbindung der Relation Homburg – Einöd–Reinheim. Eine Fahrt zwischen Homburg und Reinheim dauerte rund eine Stunde. 1959 endete die Personenbeförderung auf dem französischen Streckenteil.
In der Folgezeit wurde ebenfalls das Zugangebot zwischen Bierbach und Reinheim ausgedünnt. Wurden von 1968 bis 1984 auf diesem Streckenabschnitt noch elf Zugpaare an Werk- und sieben an Samstagen angeboten, sah der Winterfahrplan 1979/1980 nur vereinzelte Fahrten zwischen Zweibrücken und Reinheim vor. 1986 sank das werktägliche Zugangebot von zwölf auf fünf Paare. Ebenso endete die Bedienung an Samstagen.

### Güterverkehr
Die Bliestalbahn bescherte in den ersten Jahrzehnten ihres Bestehens der regionalen Wirtschaft einen großen Schub, was sich entsprechend im Güterverkehr widerspiegelte. Besonders starken Güterverkehr wiesen die Bahnhöfe Blickweiler, Bliesdalheim-Herbitzheim und Gersheim-Walsheim auf. Anfang des 20. Jahrhunderts bediente ein Güterzug der Relation Homburg – Saargemünd die Unterwegsbahnhöfe entlang der Bliestalbahn. In den 1930er Jahren wies die Bliestalbahn im Zuge der Errichtung des Westwalls den stärksten Güterverkehr in ihrer Geschichte auf.
Nach dem Zweiten Weltkrieg nahm die Konkurrenz durch Lastkraftwagen zu, wodurch der Umschlag auf der Strecke stetig schrumpfte. Ende der 1950er Jahre verkehrten pro Tag grenzüberschreitend zwei Güterzüge, die vorzugsweise Getreide, Dünger und Eisen transportierten. Der Grenzverkehr gestaltete sich wie folgt: Im Bahnhof Bliesbruck zog eine Kö II die entsprechenden Wagen über die Grenze. Diese wurden anschließend wahlweise in Reinheim oder Gersheim an diejenigen Güterzüge angekoppelt, die auf dem deutschen Streckenabschnitt verkehrten. In den 1970er Jahren endete der Güterverkehr auf dem französischen Streckenabschnitt. Von 1950 bis Mitte der 1970er Jahre ging der Güteranteil der Bliestalbahn von 55 auf 30 Prozent zurück. Zuletzt wurde der Güterverkehr von Zweibrücken aus abgewickelt. Zuletzt war er aufgrund fehlender Umsetzmöglichkeit in Reinheim ausschließlich bis Gersheim möglich.
Kunden waren unter anderem die Kalkwerke in Gersheim und Bliesdalheim, das ehemalige Gersheimer Raiffeisenlager, die Walsheim-Brauerei, die Malzfabrik sowie eine Weinkellerei, eine Ziegelei, ein Baustoffhandel, eine Schuhfabrik in Blieskastel und zahlreiche Mühlen im Tal der Blies, beispielsweise in Breitfurt. Für erstere verkehrten mitunter Ganzzüge.

## Fahrzeugeinsatz

### Dampflokomotiven
Für die erste Zeit des Betriebes sind keine exakten Angaben zu finden. Anfang des 20. Jahrhunderts kamen im Güterverkehr Lokomotiven der pfälzischen Baureihen G 4.I, G 4.II, G 4.III und G 5 zum Einsatz, die in Kaiserslautern stationiert waren. Der Personenverkehr wurde von den Baureihen P 2.I und P 2.II bewältigt.
Nach 1920 nutzte die Bliestalbahn mehrere Lokomotiven der Pfälzischen Eisenbahnen, die im Rahmen des Versailler Vertrags an die Saareisenbahnen abgegeben wurden. In den 1920er Jahren verkehrten vor Personenzügen ab Homburg Dampflokomotiven der Baureihe 91.3 zwischen Homburg und Reinheim. Ab 1930 wurde die DR-Baureihe 86 sowohl für den Personen- als auch für den Güterverkehr eingesetzt. Nach Ende des Krieges befuhren die Baureihen 23, 38, 78, 86 – alle für den Personenverkehr – und 50 aus den Bahnbetriebswerken Homburg beziehungsweise Saarbrücken die Strecke. 1968 endete der Einsatz von Dampflokomotiven auf der Bliestalbahn.

### Dieselfahrzeuge und Triebwagen
Ab 1933 erschienen zum ersten Mal Dieseltriebwagen, darunter der Wismarer Schienenbus, der im Bahnbetriebswerk Homburg stationiert war. Die SEB wollten auf diese Weise den Betrieb rationalisieren. Zwischen dem 15. Mai 1934 und dem 15. Mai 1935 probierten sie mit ihnen auf dieser Strecke einen vereinfachten Fahrbetrieb auf Sicht, da sie selbst bei 40 km/h einen relativ kurzen Bremsweg von rund 42 Meter haben sollte, dabei fielen der Signaldienst und die beschrankten Bahnübergänge weg. Auf diese Weise wies der Personenverkehr zwischen Homburg und Reinheim Parallelen zu einem Straßenbahnbetrieb auf. Der Wismarer Subtyp VT 133 wurde noch vor dem Krieg durch den stärkeren Triebwagen VT 135 abgelöst, da die Resultate unter den Erwartungen geblieben waren. Von 1936 bis 1938 war der Wittfeld-Akkumulatortriebwagen ebenfalls anzutreffen. Mit Beginn des Zweiten Weltkrieges kam der Einsatz von Dieselfahrzeugen vorübergehend zum Erliegen.

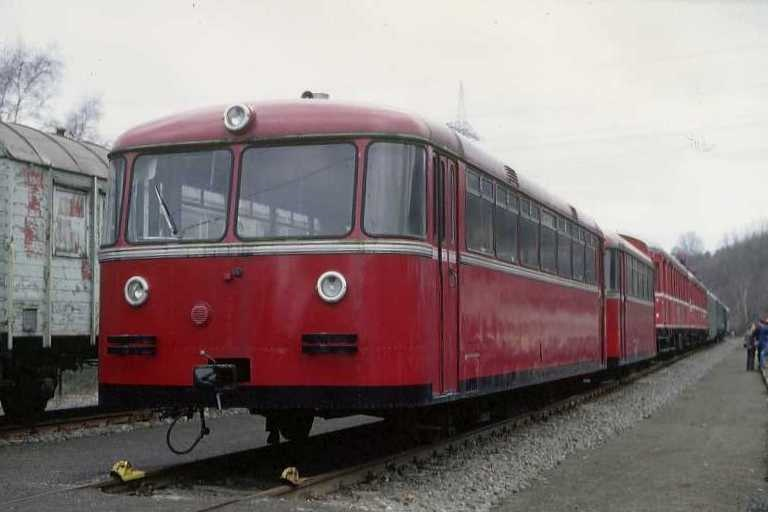
Uerdinger Schienenbus

Anfang der 1950er Jahre bewältigten Uerdinger Schienbusse des Typs VT 98 einen Teil des Personenverkehrs. Hierbei fand zunächst der Subtyp VT 95 und später der weiterentwickelte VT 98 Anwendung. Ende der 1970er Jahre kam ebenso die Baureihe 634 zum Einsatz. Bereits vor der Ausmusterung der Dampfloks hatten Dieselloks einen Teil des Verkehrs auf der Strecke übernommen. Zum Einsatz kam vorzugsweise die Baureihe V 100 – später Baureihe 212 genannt – und vereinzelt die Baureihen V 60 und V 160. Für den Kalktransport fanden Loks der Baureihe 218 Verwendung. Erstere war ab 1984 für den gesamten Personenverkehr zuständig. Den letzten Personenzug auf der Strecke zog die 212 342 am 31. Mai 1991. In den letzten Jahren wurde der Güterverkehr von einer Lokomotive des Typs Köf II durchgeführt.

## Betriebsstellen

### Bierbach

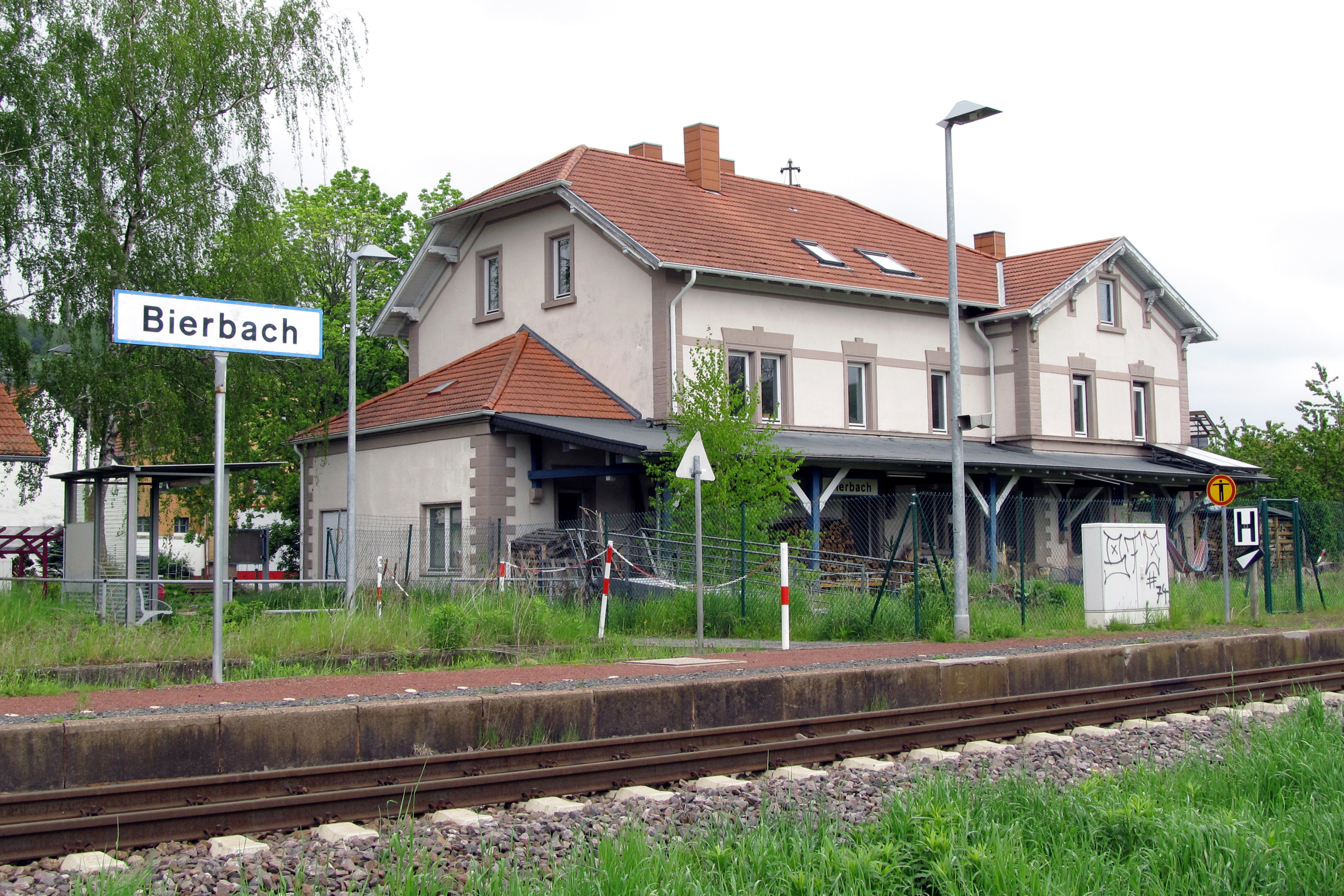
Ehemaliges Bahnhofsgebäude in Bierbach

Der Bahnhof befindet sich am südwestlichen Rand von Bierbach. Er wurde 1866 als Teil der Würzbachbahn Schwarzenacker–Hassel eröffnet, deren Verlängerung nach St. Ingbert ein Jahr später erfolgte. Ab 1877 war er durch die Eröffnung des Streckenabschnitts Zweibrücken – Einöd–Bierbach Trennungs- und mit Eröffnung der restlichen Bliestalbahn Anfang 1879 Berührungsbahnhof. Bedingt durch die Veränderung der Verkehrsströme, die nach den beiden Weltkriegen durch Schaffung des heutigen Saarlandes entstanden, wurde er Trennungsbahnhof der in Ost-West-Richtung verlaufenden Bahnstrecke Landau–Rohrbach und den Zügen der Bliestalbahn, die fortan vorzugsweise in Nord-Süd-Richtung über Schwarzenacker nach Homburg verkehrten. Erstgenannte Strecke ist bis heute in Betrieb, jedoch ist der frühere Bahnhof betriebstechnisch inzwischen nur noch ein Haltepunkt.
Das Empfangsgebäude wurde 1890 erbaut und ist in seiner Bauausführung eher einfach gehalten. Es ist keinem eindeutigen Baustil zuzuordnen, weil es offensichtlich keine repräsentative Funktion innehatte. Beim Außenbau handelt es sich um einen weiß verputzten, zweigeschossigen Rechteckbau. Im Osten springt – jedoch nur an der Gleisseite – ein Eckrisalit vor. Das Gebäude besitzt ein traufständiges und ziegelgedecktes Krüppelwalmdach. Später kam auf der Schmalseite noch ein eingeschossiger Anbau hinzu, der im Unterschied zum Hauptbau nicht unterkellert ist.
Die Raumaufteilung im Erdgeschoss war klassisch: Durch die Tür der Mittelachse betraten die Fahrgäste den Vorraum mit seinem Fahrkartenschalter. Auf der linken Seite befand sich der Warteraum, durch den der Bahnsteig erreicht wurde. Rechts von dem Fahrkartenschalter lagen weitere Diensträume.

### Blieskastel
Zwischen Bierbach und Saargemünd  war Blieskastel der bedeutendste Bahnhof entlang der Strecke. Er diente ebenso den benachbarten Orten Webenheim und Mimbach. Das erste, 1879 errichtete Empfangsgebäude wurde am 16. März 1944 durch einen Bombenangriff zerstört. 1964 wurde mit dem Bau eines Nachfolgebauwerks begonnen, dessen Inbetriebnahme am 25. März 1965 erfolgte. Im Gebäude befand sich auch ein Bildstellwerk. Da nach dem Zweiten Weltkrieg der Bahnhof Lautzkirchen an der Strecke nach Rohrbach als Folge der Eingemeindung Lautzkirchens nach Blieskastel zwischenzeitlich in Blieskastel-Lautzkirchen umbenannt wurde, trug der bisher Blieskastel heißende Bahnhof fortan die Bezeichnung Blieskastel Stadt. Bis zum Ende des Personenverkehrs fanden am Bahnhof Zugkreuzungen statt. Das Bahnhofsgebäude aus den 1960er-Jahren wurde im März 2005 abgerissen.
Ebenso gehörte zum Bahnhof ein zeitgleich mit dem ersten Empfangsgebäude errichteter Güterschuppen, dessen Abriss Mitte 1968 stattfand. Bereits 1967 war er durch einen neuen ersetzt worden, der 20 Jahre später ebenfalls verschwand.

### Blickweiler

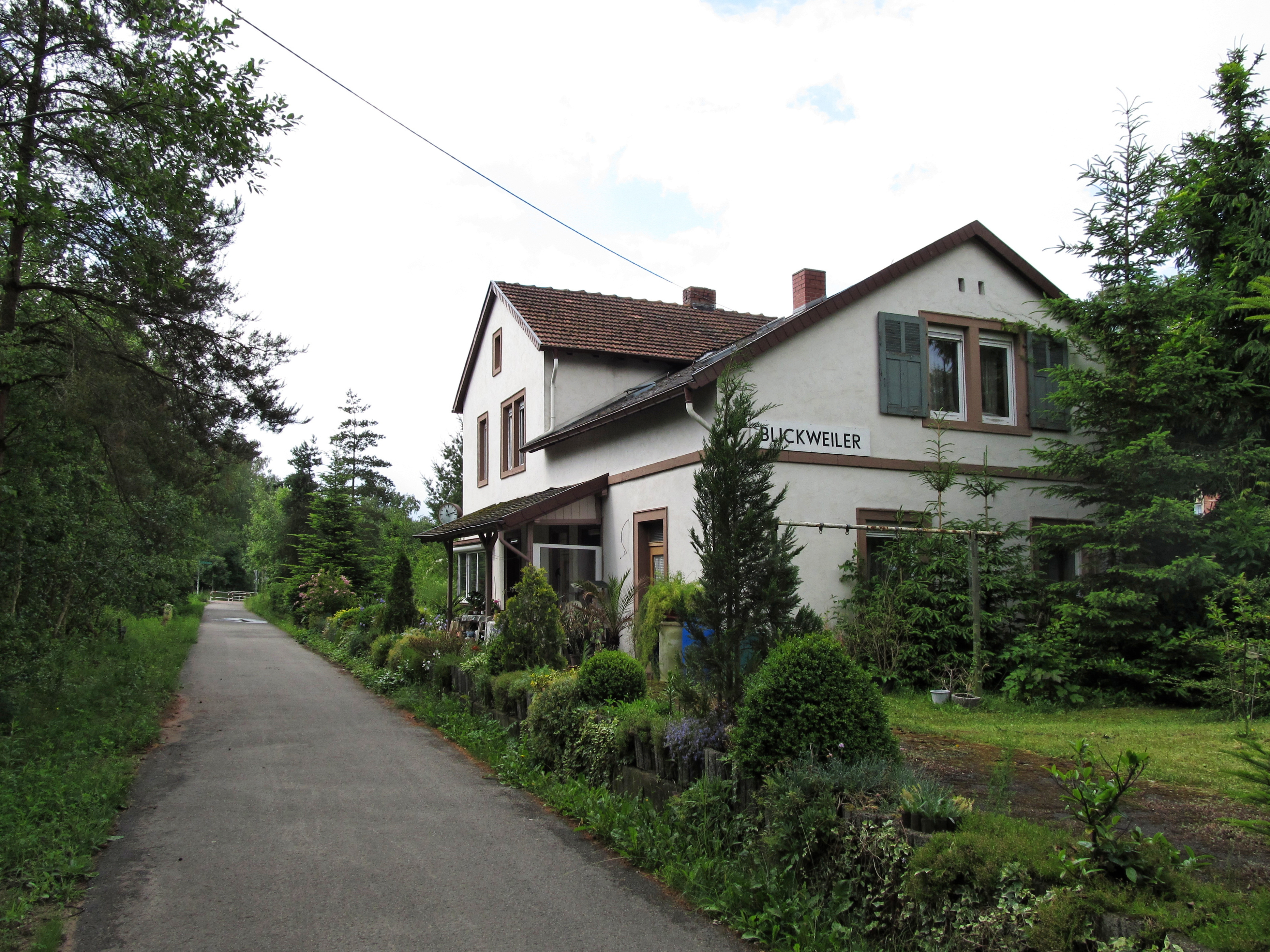
Bahnhof Blickweiler

Der Bahnhof befand sich am nordöstlichen Ortsrand von Blickweiler. Darüber hinaus diente er ebenso für die benachbarten Orten Ballweiler, Wecklingen und Wolfersheim. Er besaß eine 500 Meter lange Militärrampe, die die größte ihrer Art entlang der Bliestalbahn war. Bereits einige Jahre vor der Einstellung des Personenverkehrs waren die Gleisanlagen zurückgebaut worden. Das Ladegleis blieb jedoch bis zuletzt erhalten.
Das frühere Empfangsgebäude enthält zwei Stockwerke und ist unterkellert. Es besteht aus Bruchsteinen und ist verputzt. Seine Grundfläche beträgt 80 Quadratmeter. Im Erdgeschoss war ein Wartesaal, ein Verwaltungsbüro und ein Güterzimmer. Im oberen Stockwerk befand sich die Wohnung des Verwalters. Es wurde bereits vor der Einstellung des Verkehrs verkauft und dient inzwischen als Wohnhaus.

### Breitfurt
Beim früheren Empfangsgebäude handelt es sich um ein unterkellertes, zweistöckiges Gebäude aus Bruchsteinen. Sein unteres Stockwerk bildete früher den Ostflügel des ersten Empfangsgebäudes des Kaiserslauterer Hauptbahnhofs. Es befindet sich inzwischen in Privateigentum und wurde in diesem Zusammenhang in ein Wohnhaus umgewandelt. Es weist Ähnlichkeiten zu seinem Pendant in Gersheim auf. Seine Ausführung ist jedoch deutlich kleiner und noch schlichter. Statt drei sind hier nur zwei Stockwerke, statt sechs nur vier Fensterachsen, wobei die eine Achse ebenfalls als Risalit ausgearbeitet ist. Identisch zu Gersheim ist die abnehmende Geschosshöhe und das Walmdach, das hier jedoch etwas stärker geneigt ist und daher zu dem Gebäude etwas gefälliger wirkt. Im Norden wurde ein eingeschossiger Güterschuppen angebaut.
Ein Bauplan von 1967 gibt Aufschluss über die Nutzung des Erdgeschosses: Vom Vorraum mit Treppenhaus aus war durch einen Gang geradeaus der Hausbahnsteig zu erreichen, in der Fensterachse rechts davon die Fahrkartenausgabe, linke Hand den Warteraum. Die vierte, etwas aus dem Gebäude herausragende Achse war dem Fahrdienstleiter und der Gepäckaufbewahrung vorbehalten. Nach allen Regeln und den Grundzügen für die einheitliche Gestaltung der Eisenbahnen Deutschlands wird die Bestimmung von Fahrkartenausgabe und Warteraum in Wirklichkeit gegenüber dem Plan genau vertauscht gewesen sein. Im selben Jahr erfolgte im Erdgeschoss zudem der Einbau einer Toilette.
Besonders hervorzuheben sowohl in Breitfurt als auch  in Gersheim ist die sehr selten verwendete Gestaltung mittels Rundbogenoberlichtern und Karniesbögen, das eine regionale Besonderheit darstellt.

### Bliesdalheim Dorf
Dieser Haltepunkt wurde am 15. Mai 1934 eingerichtet, da sich der Bliesdalheimer Bahnhof vergleichsweise weit vom Ortszentrum befand. An ihm hielten ausschließlich Triebwagen. Ebenso konnten aufgrund der Beschränktheit seiner Anlagen zusteigende Fahrgäste kein Reisegepäck mitbringen. Offiziell war er ausschließlich Bedarfshalt und im Fahrplan entsprechend nicht verzeichnet. Bereits 1944 wurde er wieder aufgegeben.

### Bliesdalheim
Der Bahnhof befand sich unweit des südwestlichen Ortsrands von Bliesdalheim. In den ersten Jahrzehnten seines Bestehens hieß er Bliesdalheim-Herbitzheim. Das 1879 errichtete Empfangsgebäude bildete ursprünglich den südlichen Pavillon des 1877 abgerissenen ersten Empfangsgebäudes des Landauer Hauptbahnhofs. Es befand sich auf der Gemarkung von Bliesdalheim, die Gleise hingegen gehörten überwiegend zu derjenigen von Herbitzheim. Vom 11. September bis zum 16. Oktober 1939 war in ihm ein Gefechtsstand der Französischen Armee untergebracht. Sowohl das Empfangsgebäude als auch der Güterschuppen befinden sich inzwischen in Privatbesitz; Ersteres dient als Wohnhaus. Er enthielt zunächst vier Gleise, 1941 kam während des Zweiten Weltkrieges aus strategischen Gründen ein fünftes Gleis hinzu, das als Ausweich- und Überholgleis fungierte.

### Gersheim

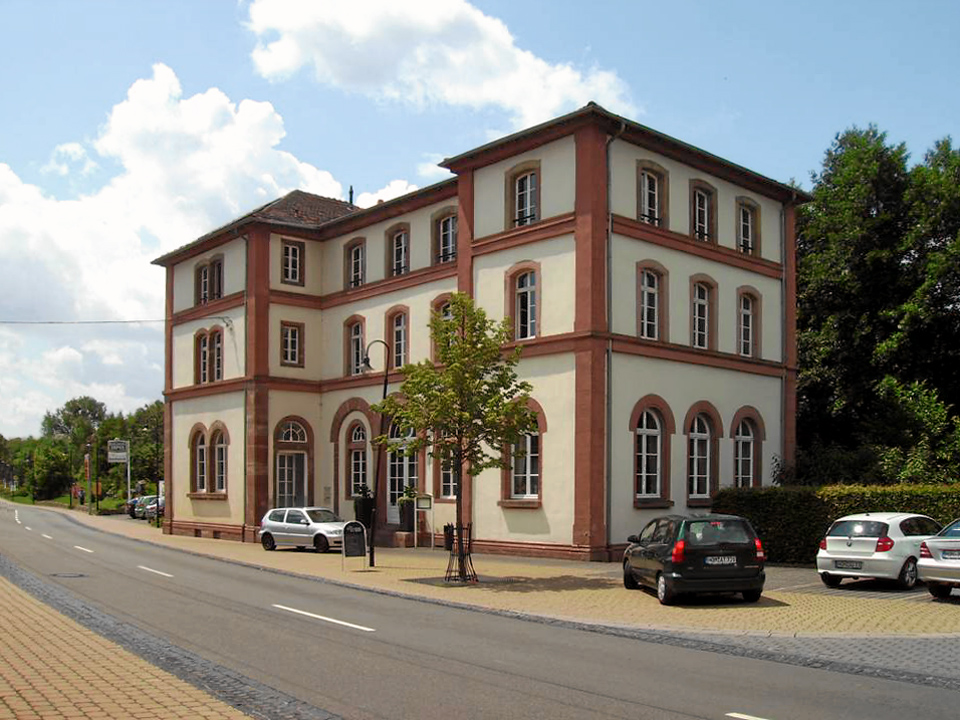
Ehemaliges Bahnhofsgebäude in Gersheim

In den ersten Jahrzehnten seines Bestehens trug der Bahnhof die Bezeichnung Gersheim-Walsheim. Er besaß das größte Empfangsgebäude der ganzen Strecke. Es ist das einzige heute noch erhalten gebliebene dreistöckige Bahnhofsgebäude im Saarland. Nach seiner Renovierung wird das Gebäude als gehobenes Restaurant und Raststätte am Bliestal-Freizeitweg genutzt. Es ist in der Landesdenkmalliste als Einzeldenkmal aufgeführt.
Das Gebäude wurde um 1885 eröffnet und steht in der Bautradition des oberitalienischen Palazzo-Stils. Es bildete ursprünglich den Mitteltrakt des Empfangsgebäudes des Kaiserslauterer Hauptbahnhofs, ehe Letzteres 1879 durch ein größeres ersetzt wurde. Vor allem bayrische Architekten wie Friedrich von Gärtner und sein Schüler Friedrich Bürklein entdeckten nach 1860 die florentinische Frührenaissance wieder. Blüten dieser Baukunst reichten bis in die äußersten Ecken des Königreiches.
Der Bau ist rechteckig, längs der Gleise, und wirkt sehr trutzig-klotzig. Die Fassade ist hell verputzt, die Höhe der Stockwerke nimmt nach oben immer mehr ab. Die nördliche der sechs Fensterachsen springt sowohl zur Gleis- als auch zur Straßenseite risalitartig hervor.
Auf der Gleisseite sind die großen Rundbogenfenster und Türen samt Oberlichtern im Erdgeschoss zugemauert, ansonsten befindet sich der Bau noch weitgehend im Originalzustand und ist verhältnismäßig gut erhalten. Ein nahezu identisches Haus befindet sich in Hof (Saale). Es ist die Eisenbahnverwaltung am Hofer Hauptbahnhof von 1848. Trotz des 30-jährigen Unterschieds der Erbauung sind sowohl seine Vertikalgliederung, die Dreigeschossigkeit, Rundbogenfenster, abnehmende Stockwerkshöhe, flaches Walmdach und Sohlbankgesimse ähnlich.

### Reinheim (Saar)
Der Bahnhof, der anfangs lediglich Reinheim hieß, befand sich am südöstlichen Ortsrand von Reinheim. Mit der Zuteilung zum Saargebiet erhielt er den Zusatz Saar. Von 1. März 1935 bis zum 1. September 1939 sowie ab dem 6. Juli 1959 fungierte er als Grenzbahnhof. Seit 1952 war er zudem Endbahnhof für Personenzüge aus Richtung Norden. Er besaß zwei Fahr-, ein Rangier- sowie ein Ladegleis. Letzteres war mit einer Laderampe zum nahen Güterschuppen versehen. Obwohl der Bahnhof in den 1980er Jahren noch zwei Gleise besaß, war zu diesem Zeitpunkt lediglich Gleis 1 in Betrieb. Das Empfangsgebäude wurde bereits vor der Einstellung des Personenverkehrs verkauft und besaß demnach keine Bedeutung mehr für den Bahnbetrieb. Es dient inzwischen als Wohnhaus. Darüber hinaus war er jahrzehntelang Standort einer Bahnmeisterei, deren Gebäude inzwischen in Privatbesitz ist.

### Bliesbruck

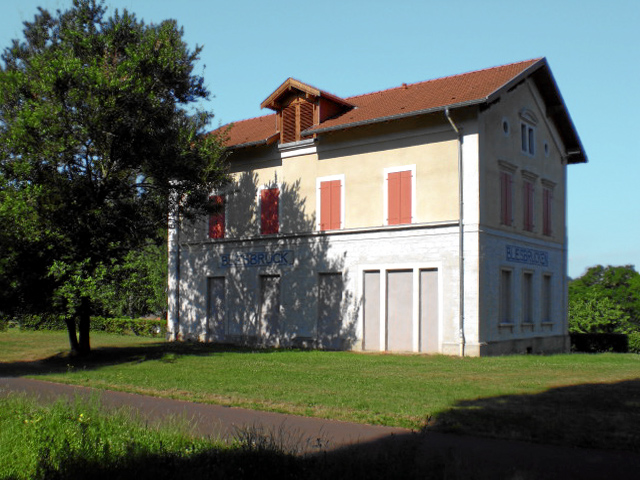
Bahnhof Bliesbruck mit zweisprachigen Stationsschildern

Ursprünglich hieß der Bahnhof Bliesbrücken. Nachdem der südliche Streckenabschnitt nach den beiden Weltkriegen Frankreich zugeschlagen worden war, wurde er zum Grenzbahnhof. In den ersten Jahrzehnten seines Bestehens hatte er ein sehr hohes Verkehrsaufkommen zu verzeichnen. Ab 1952 war er bis zur Einstellung der Personenbeförderung auf dem lothringischen Streckenteil Endbahnhof für Personenzüge aus Saargemünd. Beim Empfangsgebäude, das eine Grundfläche von 11,81 Quadratmetern hat, handelt es sich um ein unterkellertes, zweistöckiges Bauwerk, das untere Stockwerk ist mit Schichtsteinen verkleidet, das obere verputzt und mit Schiefer gedeckt. Von seiner Architektur her gleicht es zu weiten Teilen demjenigen von Insheim an der Pfälzischen Maximiliansbahn. Im Erdgeschoss war ein Wartesaal, ein Verwaltungsbüro und ein Raum für Gepäck untergebracht. Darüber befanden sich zwei Wohnungen für Bahnangestellte. Nach seiner Außerbetriebnahme befand es sich zeitweise in einem verwahrlosten Zustand. Inzwischen wurde es saniert; dennoch fand es keinen neuen Verwendungszweck.
Hinzu kam ein verfugter Güterschuppen aus Riegelfach mit einem Schichtsteinsockel und Schieferdach. Seine Grundfläche betrug 77 Quadratmeter. Weitere Einrichtungen des Bahnhofs waren ein Toilettengebäude sowie ein Wasserreservoir für Dampfloks, das mit Bruchsteinen überwölbt und mit Erde bedeckt war. Der Bahnhof besaß drei Bahnsteige, von denen zwei eine Länge von insgesamt 147 Metern aufwiesen; der dritte war 123 Meter lang. Zur weiteren Bahnhofsausstattung gehörte ein Ladegleis mit einer Rampe zum benachbarten Güterschuppen.

### Blies-Ébersing
Bis 1918 sowie von 1941 bis 1945 hieß die Bahnstation Bliesebersingen. Bis 1901 befand sich an ihrer Stelle lediglich eine Bahnwärterwohnung. Dennoch mussten Züge bereits vorher an dieser Stelle Halt machen, um den Damm über das Kobachtal zu überwinden. Das Empfangsgebäude wurde in den Jahren 1900 und 1901 errichtet. Im Güterverkehr spielte der Bahnhof keine große Rolle. Das Empfangsgebäude gehört inzwischen einer Privatperson.

### Folpersviller

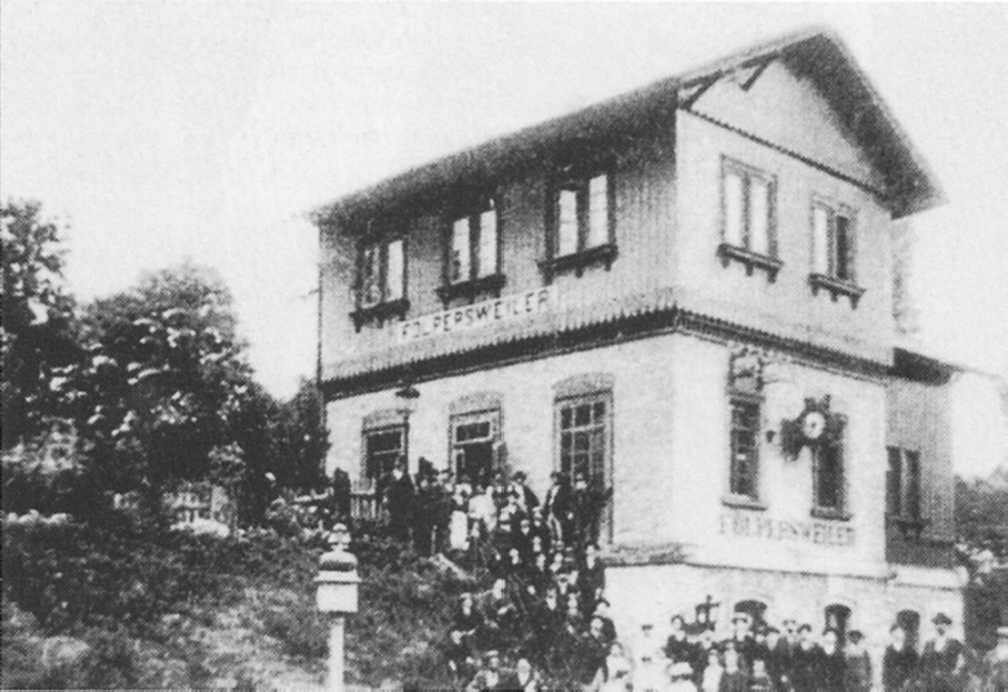
Bahnhof Folpersweiler im Jahr 1879

Bis 1918 sowie von 1941 bis 1945 hieß der Bahnhof Folpersweiler. Er diente hauptsächlich als Vorspannbahnhof für sein Pendant in Saargemünd. Entsprechend besaß er von allen Unterwegsstationen entlang der Bliestalbahn die umfangreichste Anlage. Diese bestand aus vier Fahrgleisen und vier Bahnsteigen. Das Empfangsgebäude umfasste insgesamt drei Stockwerke. Die oberen Stockwerke bildeten ursprünglich den nördlichen Pavillon des 1877 abgerissenen ersten Empfangsgebäudes des Landauer Hauptbahnhofs. 1888 erhielt der Bahnhof eine größere Rampe. In der Endphase des Zweiten Weltkriegs wurde es in Mitleidenschaft gezogen. Da seine Wiederherstellung als nicht notwendig galt, wurde es anschließend abgerissen.

### Saargemünd
Der Bahnhof wurde 1864 mit Inbetriebnahme des Abschnitts Saargemünd –Béning der Bahnstrecke Haguenau–Falck-Hargarten eröffnet. Letztere wurde schließlich 1869 auf ihrer vollen Länge eröffnet. 1871 erhielt er die Bezeichnung Saargemünd. Im Zuge des Baus der Bliestalbahn wurden seine Anlagen vergrößert.

## Unfälle
- 1933 fuhr am Bliesdalheimer Bahnübergang ein Motorradfahrer gegen die geschlossenen Bahnschranken. Er verstarb an der Unfallstelle.
- Am 7. Mai 1969 entgleiste ein Nahgüterzug kurz vor Erreichen des Bahnhofs Blickweiler. Es entstand lediglich geringer Schaden.
- Am 30. September 1989 wurde ein Traktor an einem unbeschrankten Bahnübergang von einem Zug erfasst. Der Traktorfahrer wurde vom Zug mitgeschleift und tödlich verletzt.

## Rezeption
Eine Zeitung bezeichnete die Strecke während ihrer Bauphase als „das letzte Glied einer diagonalen ziemlich geraden Schienenstraße zwischen Saargemünd und Mainz und wird als solches sowohl für den Transitverkehr wie in strategischer Hinsicht eine große Bedeutung erlangen und das unter den Bahnen werden, was die alte Kaiserstraße unter den Straßen gewesen ist.“ Die Saarbrücker Zeitung schrieb am 16. Februar 1939 anlässlich des 60-jährigen Jubiläums der Bliestalbahn, dass der Bahnbau der Region „ersehnten Anschluß an das damals schon recht gut ausgebaute Bahnnetz der Westpfalz und der Saar“ brachte. Die Strecke selbst führe „durch eine gesegnete Landschaft“. Sie sei „zwar keine weltbekannte Strecke, auf der Fernschnellzüge oder Luxuswagen verkehren“, dennoch habe sie Erleichterung der Verkehrsverhältnisse mit sich gebracht.
Heinz Sturm resümierte 1967 in seinem Werk Die pfälzischen Eisenbahnen jedoch, dass die Strecke „kaum über den Lokalverkehr hinausgewachsen“ sei, da „die Funktion der zitierten Kaiserstraße […] die Linie St. Ingbert–Kaiserslautern übernommen“ habe. Wolfgang Fiegenbaum und Wolfgang Klee legten in Bezug auf die Tatsache, dass die Bliestalbahn die Grenze zwischen Deutschland und Frankreich passiert, dar, dass sie „in einer Zeit“ entstand „als […] »Grenzfragen« eine ganz andere Rolle spielten“. So sei ein „Anschluss an […] Lothringen […] unter Umgehung preußischen Gebiets“ Anlass ihrer Entstehung gewesen. Der frühere Gersheimer Bürgermeister Lothar Kruft charakterisierte die Strecke als „Lebensader und Anschluß zur Welt“. Diese „einst so wichtige Verbindung“ sei seiner Meinung nach langsam ausgeblutet worden.